# Willem Vlijm
Willem Vlijm (Ermelo, 24 giugno 1918 – Apeldoorn, 18 luglio 2010) è stato un poliziotto olandese, deportato nei campi di concentramento per aver rifiutato, assieme ai suoi colleghi, di arrestare sette ebrei anziani.

## Biografia
Nel 1943, precisamente il 9 marzo, Willem Vlijm e i colleghi Dirk Boonstra, Jan Deddens, Klaas Berga, Tönnis Bulthuis, Theodorus Buunk, Tjerk van der Hauw, Geert Holvast, Roelf Mulder e Jan Elzinga, della stazione di polizia di Grootegast, Groninga e di altri villaggi nella zona, vennero incaricati di arrestare sette ebrei anziani e deportarli a Westerbork, ma rifiutarono di eseguire tale ordine. Due giorni dopo vennero dapprima convocati dal comandante distrettuale e successivamente rimproverati dal comandante regionale di Groninga. Entrambi cercarono di convincerli ad eseguire l'ordine ma i poliziotti rifiutarono nuovamente . I poliziotti vennero, così, deportati nel Campo di concentramento di Herzogenbusch, dove Villem fu testimone del brutale trattamento riservato ai prigionieri ebrei. Villem, dopo aver trascorso 18 mesi nel campo, venne rilasciato nell'agosto del 1944. Il 14 novembre del 1988 ricevette la nomina a Giusto tra le nazioni.